# Ctenochira analis
Ctenochira analis là một loài tò vò trong họ Ichneumonidae.